# آپنبورگ
آپنبورگ (به آلمانی: Apenburg) یک منطقهٔ مسکونی در آلمان است که در آپنبورگ-وینترفلد واقع شده‌است. آپنبورگ ۸۸۱ نفر جمعیت دارد.